# Застава Јужног Судана
Застава Јужног Судана усвојена је потписивањем мировног споразума између Народног покрета за ослобођење Судана и Владе Судана 2005. године. Претходно ју је користио НПОС током време борбе за аутономију. Званично је усвојена 9. јула 2005. године.

## Симболика
Боје на застави Јужног Судана симболишу следеће:
- црна — народи Јужног Судана
- бела — мир
- црвена — крв проливена за слободу
- зелена — природне лепоте земље
- плава — река Нил
- жута звезда — јединство вилајета у оквиру државе